# Zbór Kościoła Ewangelicznych Chrześcijan w Solcu Kujawskim
Zbór Kościoła Ewangelicznych Chrześcijan w Solcu Kujawskim – ewangeliczna wspólnota chrześcijańska, należąca do Kościoła Ewangelicznych Chrześcijan, mająca siedzibę w Solcu Kujawskim, przy ul. Piaskowej 2.

## Charakterystyka
Zbór w Solcu Kujawskim jest częścią Kościoła Ewangelicznych Chrześcijan, należącego do rodziny wolnych kościołów protestanckich. 

## Działalność
Nabożeństwa odbywają się w każdą niedzielę o godzinie 10.00 oraz w każdą 
środę o godzinie 18.00. Charakteryzują się one prostą formą i składają się z kazań opartych na Biblii oraz wspólnego śpiewu i modlitwy. W czasie niedzielnych nabożeństw odbywają się zajęcia Szkoły Niedzielnej dla dzieci. Zbór prowadzi również spotkania studium biblijnego oraz angażuje się w działalność społeczną. Współpracuje z innymi kościołami i organizacjami o charakterze ewangelicznym.
Pastorem Zboru jest Mirosław Kunt. Działalnością Wspólnoty kieruje Rada Zboru (w której skład wchodzi m.in. pastor). Najwyższym organem Zboru jest Ogólne Zebranie Członków. Dokonuje ono między innymi wyboru pastora oraz członków Rady Zboru.